# Gottfried Hendtzschel
Gottfried Hendtzschel (* vor 1620 in Breslau; † ) war ein deutscher Maler.
Der aus Breslau in Schlesien stammende Hendtzschel war Schüler des Malers Peter Reimers aus Neustadt in Holstein. Holstein gehörte damals ebenso zu Dänemark wie Norwegen. Die meisten bekannten Werke findet man in Norwegen. Gottfried Hendtzschel schuf zahlreiche Altarbilder und Kreuzigungsdarstellungen, wobei er sich oft an italienischen Vorbildern orientierte.

## Ausgewählte Werke in Norwegen
- Altartafel in der Alten Kirche von Årdal, um 1620
- Ausstattung der Kirche in Kloster Utstein, 1625–1650
- Ausmalung der Stabkirche Røldal, 1627–1629
- Altar in der Vestre Moland kirke in Lillesand, 1630
- Altartafel in der Kirche von Randaberg, 1630